# Belvedere (Califórnia)
Belvedere é uma cidade localizada no estado americano da Califórnia, no condado de Marin. Foi incorporada em 24 de dezembro de 1896.

## Geografia
De acordo com o United States Census Bureau, a cidade tem uma área de 6,2 km², onde 1,3 km² estão cobertos por terra e 4,9 km² por água.

### Localidades na vizinhança
O diagrama seguinte representa as localidades num raio de 8 km ao redor de Belvedere. 

## Demografia
Segundo o censo nacional de 2010, a sua população é de 2 068 habitantes e sua densidade populacional é de 1 535,50 hab/km². É a cidade menos populosa do condado de Marin. Possui 1 045 residências, que resulta em uma densidade de 775,92 residências/km².